# Henry Cochin
Pour l’article ayant un titre homophone, voir Henri Cochin.
Pour les articles homonymes, voir Cochin.
Pour les autres membres de la famille, voir Famille Cochin.
Henry Cochin, né le 31 janvier 1854 à Paris et mort le 9 décembre 1926 dans la même ville, est un homme politique français.

## Biographie
Henry Cochin est le frère de Denys Cochin, homme politique et ministre, et le fils d'Augustin Cochin.
Après des études de droit et comme auditeur libre à l'école des chartes, il entre au cabinet du ministère de l'Intérieur du Gouvernement de Broglie. Il quitte son poste à la chute du ministère en 1877. Il se lance dans des recherches historiques, tout en continuant le combat politique. Il est arrêté et poursuivi après les incidents liés à l'expulsion des dominicains de Paris, en 1880.
Son épouse étant originaire des Flandres, il part s'installer dans le Nord. Il devient maire de Saint-Pierre-Brouck en 1889 et député du Nord de 1893 à 1914. Inscrit au groupe de l'Action libérale, il est secrétaire de la Chambre de 1896 à 1898. Il s'investit beaucoup sur les questions agricoles. Conseiller général du Canton de Bourbourg en 1906, il laisse son siège à son fils Claude Cochin dès 1910, et lui laisse son siège de député en 1914.
L’Académie française lui décerne le prix Marcelin Guérin en 1909 et le prix Vitet en 1913.
Il reprend alors ses activités littéraires et artistiques. Il préside la société Saint-Jean, destinée à encourager l'art chrétien. Il est élu le 26 février 1926 à l'Académie des inscriptions et belles-lettres, au fauteuil de Paul Durrieu.
Par ailleurs spécialiste de l'histoire et de la littérature italienne de la Renaissance, on lui doit notamment des traductions de Pétrarque.
Henry Cochin est le grand père maternel d'Agnès de La Barre de Nanteuil (1922-1944)..

## Principales publications
- Le Diable. Mœurs Toscanes, de Magherini-Graziani. Traduction et préface. - Plon, 1886
- Boccace. Études italiennes - Plon, 1890
- Un Ami de Pétrarque. Lettres de Francesco Nelli à Pétrarque - Champion, 1893
- Chronologie du Cauzoniere de Pétrarque - Champion, 1898
- Le frère de Pétrarque et le livre de Repos des religieux - Bouillon, 1903
- Le bienheureux Fra Gioanni Angelico de Fiesole - Gabalda, 1906
- Tableaux flamands - Plon, 1908
- Vita Nova de Dante. Traduction, préface et notes critiques. - Champion, 1908, prix Marcelin Guérin de l’Académie française en 1909
- Jubilés d'Italie - Plon, 1911
- Lamartine et la Flandre - Plon, 1913 (version numérique sur Westhoekpedia)
- Les deux guerres (1870-1914). Images et souvenirs - Plon, 1917
- L'Œuvre de guerre du peintre Albert Besnard - La Renaissance du Livre, 1918
- Le Nord dévasté - 1920
- Bergues Saint-Winoc - Al. Morancé, 1921
- En Flandre maritime - AL. Morancé, 1923
- Les Triomphes, de Pétrarque. Traduction et préface. - Léon Pichon, 1923
- Saint-Omer - Al.Morancé, 1925
- Augustin Cochin, ses lettres et sa vie - 1926

Ouvrages posthumes :
- Les Psaumes plénitentiaux, de Pétrarque. Traduction, préface et étude critique. - Librairie de l'Art catholique, 1928

## Sources
- « Henry Cochin », dans le Dictionnaire des parlementaires français (1889-1940), sous la direction de Jean Jolly, PUF, 1960 [détail de l’édition]